# Ivo Purš
Ivo Purš (* 1. ledna 1964, Mělník) je český historik umění specializovaný na výtvarné umění pozdní renesance a manýrismu a jeho vztah k hermetickým vědám, především na dvoře císaře Rudolfa II. Překladatel, vědecký pracovník UDU AV ČR, od roku 2012 ředitel Nadace Český literární fond.

## Život
V letech 1989-1998 vystudoval dějiny umění na Filozofické fakultě Univerzity Karlovy v Praze (prof. J. Royt, L. Konečný, M. Horyna, J. Kropáček, R. Prahl). V letech 1993-2001 pracoval jako grafik a redaktor přílohy Hospodářských novin. Od roku 2001 odborný a od roku 2006 vědecký pracovník v Ústavu dějin umění Akademie věd ČR v oddělení umění raného novověku a ve výzkumném centru Studia Rudolphina. Patří do okruhu autorů surrealistické revue Analogon a je členem redakční rady revue Logos.

## Dílo
Zaobírá se především obdobím pozdní renesance a manýrismu, zvláště alchymickou ikonografií a kulturou 16. století a ilustracemi v předvědecké literatuře 16. a 17. století. Roku 1998 získal 1. místo v soutěži "Památky potřebují publicitu" (Nadace Pro Bohemia, Syndikát novinářů), roku 2009 získal cenu Akademie věd České republiky za projekt Výzkum knihovny Ferdinanda Tyrolského – kulturně historické a uměleckohistorické aspekty.

### Vlastní práce
- Anděl blažené a žalostné smrti (1996)
- Alchymická mše (2008, s Jakubem Hlaváčkem)
- Kutnohorská iluminace (2010, s Miladou Studničkovou)

### Překlady
- Michael Maier: Atalanta fugiens. Prchající Atalanta neboli Nové chymické emblémy vyjadřující tajemství přírody (s Jakubem Hlaváčkem)
- René Alleau: Hermés a dějiny věd. Studie k archeologii a etnologii vědění se zřetelem k historii alchymie a hermetické tradici (s Martinem Stejskalem)
- Bernard Roger: Objevování alchymie. Hermovo umění v pohádkách, dějinách a zednářských rituálech (s Jakubem Hlaváčkem)

### Text v katalogu
- 1988 Karol Baron: Speculum mundi / Zrkadlo sveta
- 1991 Eva Švankmajerová: Císařský řez
- 1991 Jan Švankmajer (Het ludicatief principe)
- 1994 Jan Gabriel: Opony a maso
- 2011 Surrealistická východiska (1948-1989) (odklony - návraty - přesahy),
- 2012 Jan Švankmajer: Dimensions of Dialogue / Between Film and Free Creation